# Vlag van Cadzand

Vlag van Cadzand

De vlag van Cadzand was een concept gemeentevlag voor de Zeeuwse gemeente Cadzand. Deze vlag is in 1970 door ir. A.J. Beenhakker ontworpen omdat Cadzand geen eigen vlag had. De beschrijving luidt: 
Een witte vlag met een blauwe broekdiagonaal en in de broekhoek en de vluchttop een rode zeester.
De vlag is afgeleid van het gemeentewapen. De zeester verwijst naar de badplaats Cadzand-Bad.
Tot 1 april 1970 vormde Cadzand een zelfstandige gemeente, toen ging het op in de nieuwe gemeente Oostburg en daardoor is de concept gemeentevlag geannuleerd. Later werd het ontwerp aangenomen als dorpsvlag. Op 1 januari 2003 werd de gemeente Oostburg opgeheven, sindsdien maakt Cadzand deel uit van de gemeente Sluis.

## Verwante afbeelding

Het wapen van Cadzand

Boschkapelle
· Cadzand
· Clinge
· Eede
· Graauw en Langendam
· Haamstede
· 's-Heer Arendskerke
· 's-Heerenhoek
· Heille
· Heinkenszand
· Hengstdijk
· Hoedekenskerke
· Hoek
· Hoofdplaat
· Koewacht
· Kwadendamme
· Nieuwerkerk
· Nieuwvliet
· Ossenisse
· Ouwerkerk
· Overslag
· Philippine
· Retranchement
· Rilland
· Scharendijke
· Serooskerke (Schouwen-Duiveland)
· Serooskerke (Veere)
· Sint Anna ter Muiden
· Sint-Annaland
· Sint Kruis
· Sirjansland
· Stoppeldijk
· Yerseke